# 예카테리나 2세
예카테리나 2세(러시아어: Екатерина II, 1729년 5월 2일 ~ 1796년 11월 17일)는 러시아 제국의 황제(재위: 1762년 - 1796년)이다. 로마노프 왕조의 8번째 군주로, 본래는 프로이센 슈테틴 출신의 독일인이었다. 무능한 남편 표트르 3세를 대신해 섭정을 맡았으며, 1762년 남편 표트르 3세를 축출하고 러시아 제국 제8대 차르(차리나)가 되었다.
1745년 러시아의 황태자이던 표트르 3세와 결혼했으나 지능이 부족하던 남편을 대신하여 섭정을 했다. 그러나 남편 표트르에 대한 평판이 나빠지자 1762년 정변을 일으켜 남편을 폐위시키고 스스로 제위에 올랐다. 표트르 대제의 업적을 계승 발전시키면서 러시아를 유럽의 정치무대와 문화생활에 완전히 편입시켰다. 내각의 도움을 받아 러시아 제국의 행정과 법률제도를 개선했으며 크림 반도와 폴란드의 상당부분을 차지함으로써 영토를 넓혔다. 계몽주의 사상에 감명하여 볼테르 등과도 문학으로 교류하였고, 문학과 예술, 학예와 교육 등의 장려에 큰 관심을 쏟았고 각 지방관들로부터 직접 정무를 결재받음으로써 황권을 강화시켰다.
오스만 제국과 싸워 영토를 넓혔으며 폴란드 분할의 주역의 한사람이었다. 내각의 도움으로 러시아 제국의 행정과 법률 제도를 개혁했다. 본래 이름은 조피 아우구스테 프리데리케 폰 안할트체르프스트(독일어: Sophie Auguste Friederike von Anhalt-Zerbst)며, 개명한 이름은 예카테리나 알렉세예브나(러시아어: Екатерина Алексеевна)다. 루터교 세례명은 조피 아우구스테 프리데리케, 러시아 정교 세례명은 예카테리나, 이후 그녀는 러시아 정교회 세례명을 이름으로 사용했다. 행정 개혁과 내치, 문예 부흥 등의 공적을 높이 평가해 대제(러시아어: Великая 볠리카야[*])로 불리기도 한다.

## 생애

### 즉위 이전

#### 젊은 시절

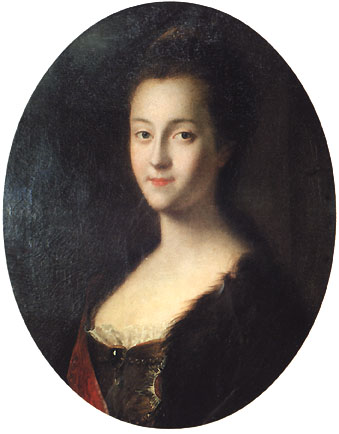
소녀 시절

예카테리나는 프로이센 왕국의 속국이었던 안할트체르프스트 공국 포메른의 슈체친에서 귀족의 딸로 태어나 루터교의 세례를 받고 조피 프레데리케 아우구스테라는 이름이 붙여졌다. 예카테리나란 이름은 후일 러시아의 황태자비가 되고 러시아 정교로 개종하면서 얻은 세례명이었다. 조피에게는 남동생이 2명 있었는데, 위의 남동생은 12살에, 아래의 남동생은 태어나자마자 곧 사망하였다. 조피의 아버지는 프로이센군 소장인 크리스티안 아우구스트(Christian Augustus)로 폰 안할트 체르프스트 공작이며, 어머니도 프로이센의 지방 귀족 홀슈타인고토로프 가문의 요한나 엘리더베토(Johanna Elisabeth)이며, 스웨덴의 홀슈타인고토로프 왕가의 일족이었다.
집안은 비록 가난했지만 교양과 체면을 중요하게 생각했던 어머니의 도움으로 조피는 2살 때부터 프랑스 출신의 위그노 가정교사의 가르침을 받았으며, 프랑스어를 유창하게 구사했고 합리적인 정신을 가진 소녀로 자랐다. 승마도 능숙했지만, 음악 실력은 별로 좋지 못하였다. 공부를 게을리 하지 않은 그녀는 사람들에게 많은 귀여움을 받았다. 다섯 살 때부터는 어머니와 함께 궁정에 출입하며 귀족으로서의 소양을 배우기도 했다. 나이를 먹을수록 조피는 수려한 외모와 지성을 가진 숙녀로 자라났다.
조피의 외가는 독일의 귀족가문인 스웨덴의 왕실인 홀슈타인-고트로프 가문이었는데, 그녀의 어머니 요한나가 러시아 황실 즉 홀슈타인-고트로프 가문의 먼 친척이었다. 홀슈타인-고트로프 가문은 러시아 황실의 인척이자 표트르 대제 가문의 직계가 단절되면서 황위 계승권을 획득했으며, 스웨덴 왕가의 친척이기도 했다. 조피는 독실한 개신교 신자였고 성실하기만 했던 아버지 크리스티안의 밑에서 평범한 귀족으로 자라났다. 그러나 조피의 어머니 요한나는 아무런 야심 없는 남편에게 답답해하며 정략결혼을 통해 조피를 이용하여 권력을 얻을 궁리를 하게 되었다.

#### 황태자비 시절

##### 결혼 직후

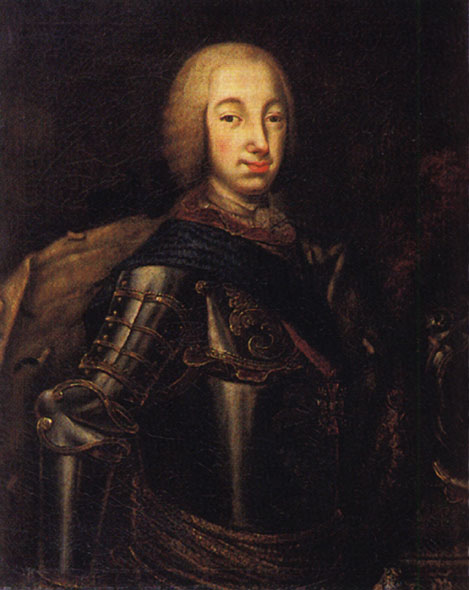
남편 표트르 3세

본래 가문의 명성으로 봤을 때 도저히 대국의 황후 후보에 오르내릴 정도의 신분이 아니었지만, 어머니 요한나의 요절한 오빠 카를 아우구스트가 러시아 제국의 여제 옐리자베타 페트로브나와 약혼자였던 인연이 있어, 조피는 14살이 되던 해인 1745년에 러시아로 가서 정교회 세례명인 예카테리나란 이름을 받고, 러시아 제국의 제위 계승권자인 대공 카를 울리히(뒷날 표트르 3세로 즉위)와 결혼하여 러시아식 이름으로 개명한 뒤 대공비의 칭호를 하사받았다. 두 사람 모두 독일 태생이었기 때문에, 표트르에게는 우선 독일어로 마음껏 대화를 나눌 수 있는 상대였던 것 같다. 그러나 대부분의 정략 결혼이 그러하듯 두 사람의 결혼 생활은 순탄치 않았다.
1744년 그녀가 시집올 당시 이미 남편 표트르 3세는 핀란드의 왕이었으므로 그녀는 대공비이면서 러시아의 황태자비이자 핀란드의 왕비라는 직함을 갖게 되었다. 그러나 몸이 약하고 마음이 거세지 못한 남편과 마음이 맞지 않아 불만스러운 신혼생활을 보낸다.

##### 결혼 생활 초기

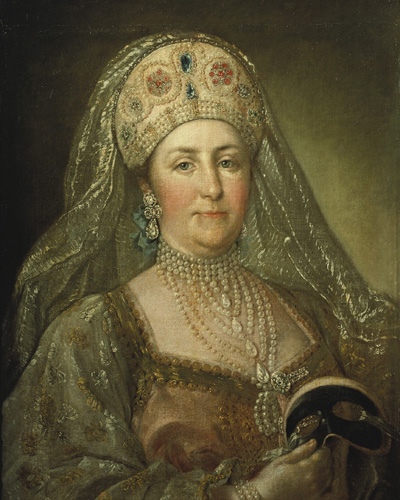
가면무도회 참석 시 러시아 전통 의상 차림인 예카테리나

예카테리나는 비록 러시아 문화에 서툴렀으나 러시아어를 습득함은 물론이고, 루터교에서 러시아 정교회로 교파를 바꾸는 등 러시아의 귀족들과 국민들에게 지지를 받기 위한 노력을 아끼지 않은데 반해, 지적 장애가 있었다고 여겨지는 표트르는 독일풍을 고집하며 독일식의 군인 놀이에 심취해 주위의 반감을 산다. 표도르는 예카테리나에게 무관심했으며, 예카테리나도 그런 표트르에게 애정을 가질 수 없었다. 명목상 황태자와 황태자비인 채로 두 사람은 각자 정부를 두고 18년간을 함께 살았다. 예카테리나가 낳은 세 아이도 모두 정부의 소생으로 아버지가 각각 달랐다 한다.
일부의 견해에 따르면 불행하게도 표트르가 심각한 남성 능력의 결함을 가지고 있었다고도 한다. 따라서 결혼 후에도 장기간 부부 관계가 없었으며, 훗날 표트르는 수술을 받아 간신히 부부 생활이 가능해진 것이다. 그 무렵에 예카테리나는 이미 다른 남성들과 공공연하게 관계를 가지고 있었다. 옐리자베타 여제는 미래의 황후라는 대의명분으로 묵인했다고 하며, 오히려 적극적으로 권했다고도 전해진다. 결혼 초기부터 예카데리나에게 관심이 없었던 표트르 역시 유력 귀족의 딸 보론초파를 총애하면서 부부 관계는 완전히 파탄에 이르렀다. 이런 상황에서 옐리자베타 여제의 건강이 악화되어 호전될 기미가 보이지 않자, 궁정 내에서는 제위 계승을 둘러싼 음모가 난무했다.

#### 황후 시절

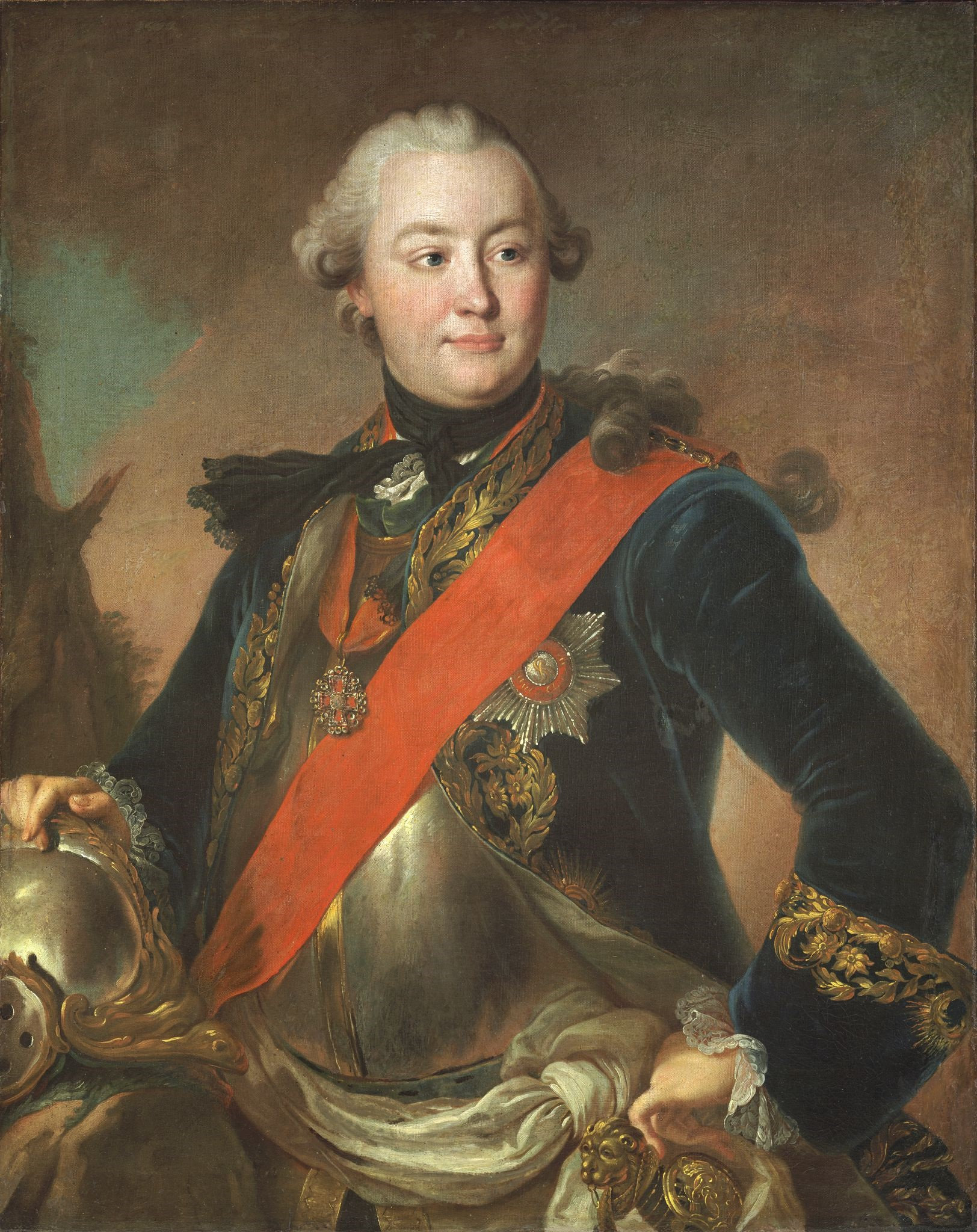
정부 그레고리 오를로프

1761년 12월 25일 옐리자베타 여제가 서거하자 표트르가 새 황제로 등극하여 표트르 3세가 되었다. 예카테리나는 장례기간 동안 옐리자베타의 시신 앞에서 열흘을 지내며 명복을 빌었다. 이러한 예카테리나의 모습에 많은 국민들이 감동을 받았다. 그에 반해 표트르 3세의 평판은 날이 갈수록 나빠졌다. 야심가였던 예카테리나는 남편 표트르 3세가 러시아를 통치할 능력이 없다는 점을 일찍이 간파했고, 황후가 된 직후부터 여러 귀족들과 백성들과 접견하면서 귀족들과 백성들의 지지를 얻는 한편 군부의 지지를 획득해 나갔다.
또한 그녀는 궁정의 인물들뿐 아니라 모스크바, 상트페테르부르크의 지식인들과도 자주 만나면서, 자신의 측근이자 지지자로 끌어들였다. 결국 1762년 표트르 3세의 통치 반년 만에 예카테리나는 황실 근위대의 힘을 빌려 남편을 폐위하고 스스로 제위에 오르게 된다. 예카테리나는 군의 지지를 확보할 계획을 세우고, 우선 이스마일로프스키 연대의 병영으로 갔다. 연대 사령관인 키릴 라주모프스키는 예전부터 예카테리나와 각별한 사이였다. 군의 지지를 얻은 예카테리나는 스스로 러시아의 여제로 선포함과 동시에 병사들로에게 충성을 맹세받았다. 이어 예카테리나는 이스마일로프스키 연대를 거느리고 대성당으로 향했다. 곳곳의 연대와 근위기병 연대가 속속 대열에 합류함에 따라 상트페테르부르크에 주둔하던 모든 군대는 예카테리나가 장악하게 된다. 일설에 의하면 예카테리나는 군복으로 남장을 하고서 앞장 서서 어전회의에 난입했다고 한다.

### 재위 기간

#### 정변과 즉위
러시아의 군대는 그녀를 지원했으며, 당시 정부였던 오를로프는 상트 페테르부르크에 그녀가 지시를 내리면 바로 일어날 여러 연대를 거느리고 있었다. 1762년 7월 상트페테르부르크에서 자신의 휘하에 모인 근위연대(近衛聯隊)의 쿠데타로 남편인 표트르 3세를 폐위시키고 유폐했다. 놀란 표트르 3세는 예카테리나에 맞설 군대를 모으려 했으나 이미 많은 군대는 예카테리나의 편으로 돌아서 있었고 결국 표트르는 유폐되었다.
1762년 8월 예카테리나는 상테페테르부르크에서 대관식을 거행하고 러시아 차르 예카테리나 2세로 즉위했다. 즉위한 예카테리나 2세는 계몽 전제 군주를 자처했다. 마침내 예카테리나가 대성당에 이르자 대주교는 그녀의 즉위를 축복해주었다. 이후 표트르 3세는 예카테리나 2세의 압박을 받고 제위에서 물러나 유폐되고, 8일 후 예카테리나의 정부인 오를로프의 손에 암살되었다. 그녀의 치세 동안 러시아는 유럽의 정치 무대와 문화 생활에 완전히 편입되었다.
제위에 오른 직후 신고전주의풍을 선호했던 예카데리나는 예카테리나 1세가 지은 예카테리나 궁전이 지나치게 꾸밈이 많고 시대에 뒤떨어졌다고 생각했다. 예카테리나 2세는 자신이 총애하던 건축가 찰스 카메론을 불러들여 건물을 새로이 단장하고 자신이 개인적으로 거주할 '마노의 방'을 짓게 했다. 즉위 직후 쿠테타를 일으켰다는 비판을 마주하게 되었지만, 선황제이자 표트르 1세의 딸인 옐리자베타 여제가 나이 33세에 쿠데타를 통해 러시아의 왕권을 획득한 점을 들어 항변하였다.

#### 치세 초반
예카테리나 2세가 제위에 오르면서 가장 시급하게 당면한 문제가 두가지가 있었다. 하나는 밑으로부터 올라오는 저항에 어떻게 대처하느냐와 다른 하나는 군주로서의 지위를 공고히 하기 위한 획기적인 정책 수행이었다.
그녀는 러시아 사회 전체를 통제할 수 있는 새로운 법전을 편찬함으로써 자신의 이상에 맞는 개혁을 추진하려 했다. 그녀는 먼저 입법을 논의하기 위해 입법위원회를 소집했다. 이것은 러시아 제국 전 지역에서 성직자와 농노를 제외한 모든 계층의 대표자인 564명의 위원들로 구성된 국가회의였다. 이 회의를 통해 입법의 틀을 기초하기 위하여 예카테리나 2세는 샤를 루이 드 세콩다 몽테스키외와 베카리아를 비롯한 계몽주의 사상가들의 이론을 참고하여 계몽 군주로서의 평판을 얻었다.
그러나 계몽사상가들이 제시한 이상적 정부 구성의 요건인 3권 분립 이론과 같은 권력 행사의 제약 요건은 받아들이지 않았다. 그러므로 당시 러시아의 전제군주주의 원칙 수호에서는 단 한 걸음도 양보하지 않은 결과를 낳아 입법회의 소집 의의는 빛을 잃고 말았다. 또한 지주 계급에서도 농노에 대한 권한의 내용을 명시하여 실질적으로 무한대에 가까웠던 자신들의 권한을 제한하려드는 예카테리나 2세의 의도에 필사적으로 반발했다. 이같은 충돌로 입법회의가 사실상 유명무실하다고 느낀 예카테리나 2세는 위원회가 구성된 지 2년도 채 안 되어 해산시키고 만다.
그러나 전반적으로 그녀는 지배 계층과의 투쟁보다는 그들의 요구에 어느정도 순응하는 쪽을 선택했다. 즉 몰수했던 교회 영지와 황실 영지 중 상당한 면적의 토지를 농노와 함께 신하들에게 분배했다. 그리고 자신의 즉위 전에는 농노제가 실시되지 않았던 지역에도 농민들의 이동을 금지했다. 이처럼 그녀의 농민 정책은 그녀의 기본 노선이 자유주의적 계몽주의임에도 불구하고 그 시대에는 사실상 농노제의 발달과 확장이 절정에 달했음을 부인할 수 없다.

#### 남성 편력

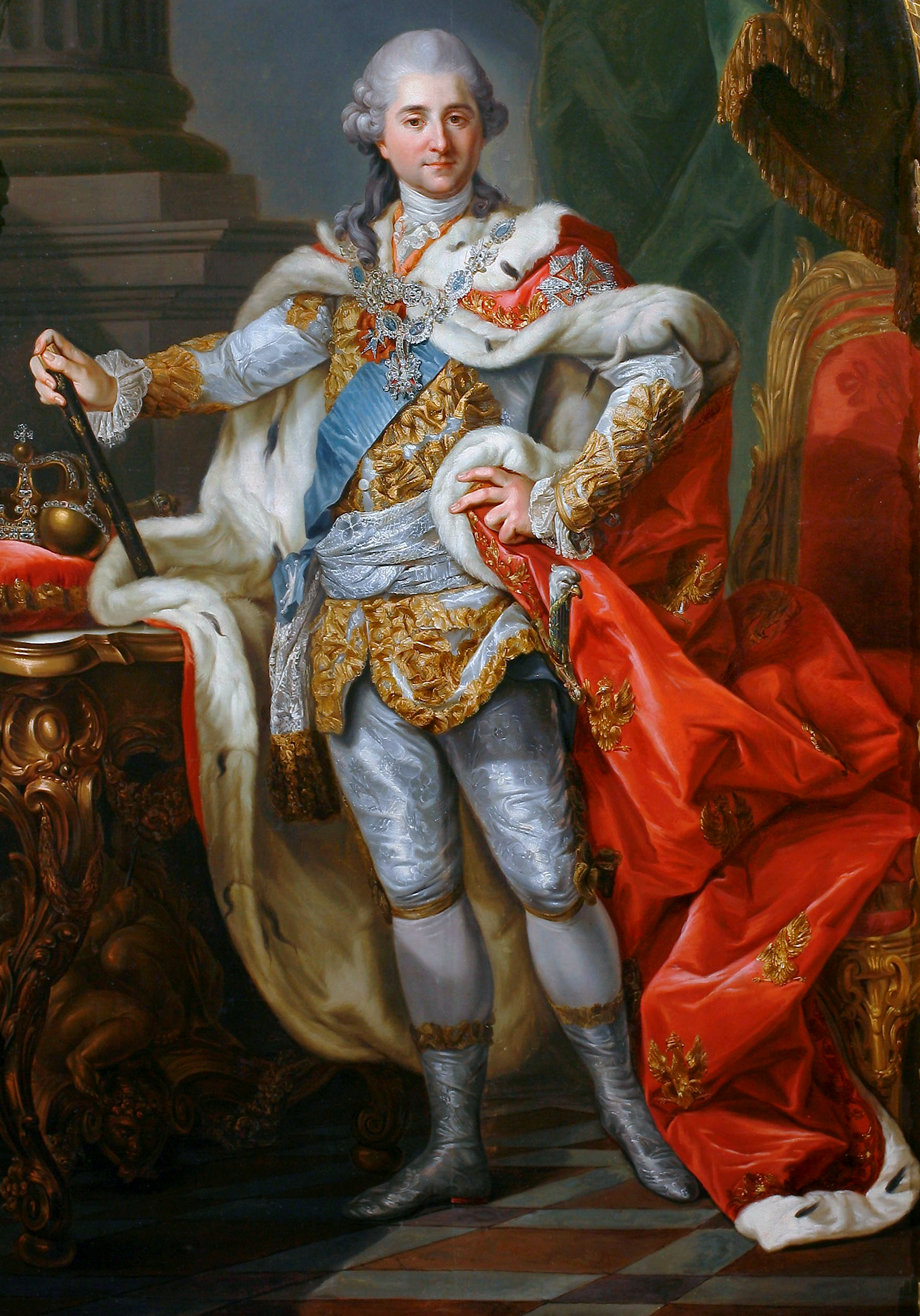
스타니스와프
(그는 폴란드 왕이 되었다.)

그녀는 남편인 표트르 3세를 축출하기 이전부터 정부들을 두었다. 67세 되던 해 뇌졸중으로 예기치 않은 죽음을 맞았을 때에도 나이가 젊은 정부들을 두고 있었다. 사실상의 남편으로 여겨지던 포템킨과의 관계가 끝나고 난 후 그녀의 공식적인 애인 또는 첩은 20명 이상 바뀌었다. 그녀는 평민 출신 사병과 시종을 비롯한 잘생기고 신분이 낮은 젊은 남자들을 정부로 골라서 동거했다. 이들 중 몇명은 적당한 때에 두둑한 상금이나 관직을 주어 내보내는 한편 일부는 평생토록 그녀의 시중을 들었다. 후일 이들 중 한 사람은 자신들은 여제의 남자 후궁이나 남자 첩이라고 증언했다. 그의 증언대로 예카데리나의 남자들은 황제의 후궁과 같은 예우를 받았다.
그녀의 남성 편력에 대한 비판은 당대에도 나왔지만 그녀는 남자 첩, 후궁을 두는 것이라며 군주가 후궁과 정부를 두는 것을 근거로 들어 이를 반박했다. 또한 옐리자베타 여제가 많은 남자와의 관계로 염문을 뿌렸던 것을 예를 들며 자신은 정식으로 남자 후궁을 둔 것이라며 반박했다. 그녀는 권력과 국정, 정복 사업 등에 집중하였지만 한편으로 서로 함께 사랑을 나누는 즐거움을 끊임없이 희구하기도 했다 한다. 지능이 낮았던 남편과의 원만하지 못했던 성생활은 일찍부터 그녀의 그런 욕구를 더욱 부추겼다.

#### 영토 확장 정책
치세 중반 국내 정치에서 어려움을 겪은 예카테리나 2세는 대외 정치에서 그 돌파구를 찾으려고 했다. 처음 착수한 계획은 동방정교회를 믿는 벨라루스 민족 및 우크라이나 민족의 주거 지역을 폴란드로부터 빼앗으려는 것이었다. 그녀는 먼저 콘스탄티노폴리스를 점령하여 자신의 2번째 손자인 콘스탄틴을 새로운 그리스 제국의 황제로 앉히고자 했다. 이 계획뿐만 아니라 대외적으로 러시아의 세력을 넓히는 데에 그녀는 프로이센과 오스트리아와의 대립을 이용했다. 2회에 걸쳐 오스만 투르크와의 전쟁(러시아-투르크 전쟁)에서 승리하여 영토를 확장시켰다. 즉 1768년부터 1774년에 벌어진 러시아-튀르크 전쟁에서 결과적으로 콘스탄티노폴리스에 다시 성당을 세우고 오스만 제국의 지배 아래 있는 정교도들을 보호 및 관리하는 권리를 갖게 되었다. 또한 상업을 목적으로 보스포루스 해협과 다르다넬스 해협을 비롯한 오스만 제국의 영해 내를 자유로이 출입할 수 있게 되었다.
그 밖에도 1772년 프리드리히 2세의 제안으로 폴란드 분할에도 가담하여 프로이센과 오스트리아가 프랑스 혁명전쟁에 몰두하는 동안 폴란드의 일부 영토를 획득하기도 했다.
오스만 투르크와의 전쟁에서의 승리와 프로이센과의 3차례에 걸친 폴란드 분할 등으로 러시아의 영토를 남쪽과 서쪽으로 크게 확장시켰다. 예카데리나의 재위말기 러시아는 서쪽과 남쪽으로 팽창해 20만 평방 마일 이상의 영토를 넓혔으며, 러시아의 통치자들이 오래도록 꿈꾸어온 보스포루스 해협을 손에 넣어, 보스포루스 해협 너머 남부 유럽으로의 진출기반을 확보하는 숙원사업을 실현가능한 목표로 만들었다. 또한 러시아의 보호하에 있던 폴란드와 그밖에 프로이센, 헝가리, 동부 독일의 일부 영토를 차지함으로써 영토를 넓혔다. 예카테리나는 이러한 영토 확장과 각 영지, 점령지의 직접 통치하며 지방관들로부터 직접 서류를 보고, 결재받거나 행정 장관에게 직접 결재받게 했다. 이어 효과적인 지방 관리를 위한 자신의 행정개혁 계획에 따라 29개주를 재조직하였다. 또한 그녀의 측근 인사들과 충성심이 강한 지식인, 종교인들을 내치와 행정, 문화 분야를 담당하게 하여 권력을 더욱 강화시켰다. 이러한 치세 후반의 개혁은 군사적 승리의 영광과 당대 유럽의 최고 명사들을 모여들게 했던 호화로운 궁정의 명성과 함께 그녀를 역사상 두드러진 인물로 평가되게 했다.

#### 문치 정책
그녀는 교육과 문학을 장려하는 한편 음유시인과 철학자 등을 궁정에 초대했다. 그리고 국외의 명사들에게도 관심을 가져 당대의 명사인 볼테르, 디드로 등을 궁정으로 초대하기도 했다. 볼테르, 디드로 등과 친구가 되기도 했던 그녀는 이후 당대 유명인사 대부분과 폭넓게 서신교환을 했다. 문학을 적극 후원했으며 러시아의 문화적 발전을 크게 촉진했다. 예카데리나 자신이 직접 글도 썼으며 소설가와 시인들의 작품에 대한 평론과 작품평을 직접 쓰기도 했다. 이후 문학 작품에 대한 평론이 귀족층, 권력층에게로 확산되면서 문학평론 역시 문학의 하나의 영역으로 자리잡게 했다.
또한 발레와 무용, 연극 등에도 관심을 갖게 되었다. 러시아 발레에 매력을 느낀 그녀는 발레의 진흥, 장려, 육성에 적극 개입했다. 예카테리나는 프랑스의 위대한 발레안무가인 샤를 르 피크(Charles Le Picq)에 대한 정보를 접한 후, 그녀를 러시아 궁정으로 초빙했으며, 샤를 르 피크는 러시아로 와서 장 조르주 노베르(Jean-Georges Noverre)가 쓴 <무용과 발레에 관한 편지(Letters on Dancing and Ballets)>를 번역해 소개했고, 무용가 교육과 이론 등을 교육했다. 또한 그는 이탈리아의 무용 안무가인 가스파로 앙지올리니(Gasparo Angiolini) 등을 초빙해 상트페테르부르크에 머무르게 하면서 무용 기술과 기교, 이론 등을 교육하게 하여 러시아 발레의 발전을 도왔다. 그녀의 재위 기간 중 발레에 대한 집중 육성 정책이 추진되어 이때부터 러시아의 발레는 국가 제도처럼 그 지위를 확고히 했고 이는 전통으로 자리잡았다.
또한 철학과 과학을 장려하고 학문에 관심을 갖는 분위기를 조성했으며, 학교를 건립하는데 아낌없이 투자했다. 또한 흥미와 열정은 건설계획에서부터 법률제정과 예술품 수집에 이르기까지 매우 다양했다. 고고학과 고미술학 지식도 풍부했으며, 러시아사와 이집트, 그리스 등의 유럽 역사 등 역사 지식에도 해박했다. 그는 모든 분야를 두루 섭렵하였는데 만족스러워하지 않았음에도 언제나 열정적으로 활동했다. 또한 신임하는 행정 관료들 및 가까운 여러 총신에게 국유지와 농민을 덧붙여 하사함으로써 농노제(農奴制)를 확장했다. 그러나 이는 농민들의 반발을 초래하게 된다.

### 생애 후반

#### 행정 개혁과 반란
그녀는 표트르 3세의 아들이자 합법적 상속자였던 아들 파벨을 좋아하지 않았으며 대신 손자들에게 기대를 걸었다. 특히 손자들 가운데 유능하고 똑똑했던 큰손자인 알렉산드르를 매우 사랑했는데, 아들 파벨을 제치고 알렉산드르에게 제위를 넘겨주려는 시도를 하기도 했으나 정부 대신들의 반대로 실패했다.
1767년 입법회의를 소집, 이때 소집한 사회 각층의 대표들을 법전(法典)편찬위원회 위원으로 선임했다. 이어 예카테리나는 입법의회 의원들을 대상으로 계몽주의 철학을 정치에 도입하려는 새로운 정치원리를 해설하는 훈시를 하여 유명해졌고 동시에 계몽군주로서의 평판을 얻었다. 그러나 그 법전의 편찬은 성과를 얻지 못했다.
1767년 입법회의의 실패를 겪고 난 그녀는 영국인 블렉스톤의 의견에 귀를 기울여 지방의 행정적 개혁에는 프랑스보다 영국의 예를 많이 적용했다. 이에 따라 러시아 내에는 진보적인 성격을 띤 집단들이 형성되기 시작했다. 이들은 특히 장 자크 루소나 볼테르 같은 프랑스 계몽주의자들의 사상을 선호했다. 계몽주의자들의 책이 빠른 속도로 러시아어로 번역되었고 러시아의 계몽주의자들은 당시 러시아 내의 봉건주의적 폐단과 전제주의의 폐단과 지주들의 잔인함에 의한 하층 계급의 고통에 대해 많은 글을 쓰기 시작했다. 계몽 군주로서 명성을 얻고자 했던 예카테리나 2세는 이때 이들의 작품을 관심있게 읽었으며, 궁전에 초대하기도 했다. 그녀는 서유럽보다 훨씬 뒤처져 있는 러시아를 문명 사회로 변모시키기 위해 국민들에게 문학, 예술, 과학을 장려하고 새로운 사상을 주입시키려고 힘썼다. 그래서 대규모 예산을 교육에 투자하고 수많은 학교들을 설립했다. 또한 자신의 자금을 풀어 100개가 넘는 새 도시가 건설되었으며 옛 도시들은 확장되고 새로이 단장되었다. 풍부한 상품과 함께 무역이 활발하게 행해졌으며 교통의 발달도 이루어졌다.
이러한 상황이 전개되던 1773년 그동안 쌓여 왔던 농노제에 대한 불만이 푸카초프를 중심으로 폭발하여 반란이 일어났다. 이 농민 반란은 농노제에 대항한 가장 큰 봉기였다. 그 여파는 러시아 전역으로 확대되어 농민들은 푸카초프를 환영할 태세를 갖추는 위험한 사태에 이르렀다. 많은 도시를 점령했으며 주력 부대가 오렌부르크를 포위하는 지경에 이르렀다. 이에 당황한 예카테리나 2세는 오스만 제국과의 전쟁을 중단하고 많은 병력을 동원하여 푸카초프 군대를 저지하도록 했다. 그리하여 1774년 4월 부분적으로 반란군을 격파할 수 있었고 여세를 몰아 푸카초프 주력부대를 우랄 지방으로 일단 퇴각시켰다. 그러나 타타르족, 마리족 등이 합세한 바시키르 기병대가 다시 공격 태세를 갖추자 정부군이 급파되어 푸카초프 군대에 대한 포위망을 좁히면서 대접전이 벌어졌다. 여기서 반란군은 수천 명의 병사를 잃고 결국 패배하게 되었으며 바시키르 기병대는 우랄 연방관구 지역 너머로 급히 도주했다. 이 봉기는 예카테리나 2세가 신봉하고 있던 계몽 사상과 러시아의 현실 사이의 간극을 여실히 드러낸 사건이었다. 1775년 행정법령을 제정하여 지방행정 개혁을 실시했다.

#### 말년

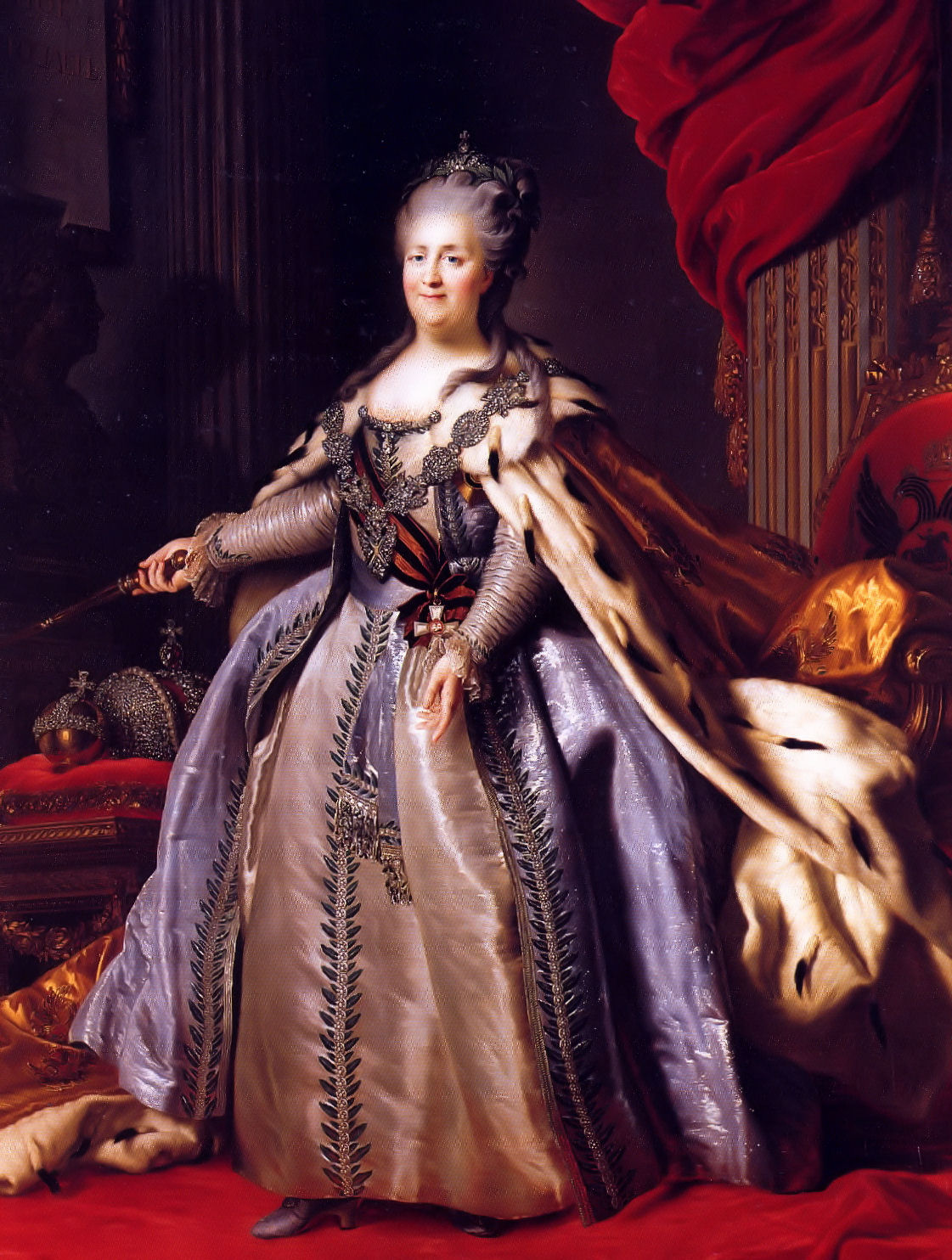
예카테리나 2세

나이가 들어가면서 그녀는 허영심이 매우 강해졌다. 푸카초프의 반란에서 나타난 잔인성에 크게 충격을 받은 예카테리나 2세는 프랑스 혁명이 발발하자 젊은 시절의 자유주의적 이념에서 완전히 등을 돌리게 되었다. 또 자신이 적극적으로 지원하여 러시아에 도입하려 했던 자유 사상을 강력하게 탄압을 가했다. 또한 유럽의 여러 군주들에게 서신을 보내어 프랑스에 군주제를 부활시키자고 호소했다. 허영심과 과대망상을 가졌다는 비판에 대해 그는 오래도록 외면했다. 이는 러시아의 지식인과 문인들은 물론 유럽의 지식인과 문인들이 그녀에게 다투어 아첨을 한 것도 있었는데, 나중에 예카테리나도 문인들과 지식인들의 칭찬이 아첨이자 과장된 내용임을 스스로 깨달았다.
그 뒤 1785년 그녀는 귀족 특권 인가장과 법치주의의 원칙을 도입했고, 동시에 귀족들과의 협력체제도 강화했다. 1793년 프랑스의 루이 16세가 처형되었다는 소문이 전해지자 러시아의 지배층들은 당황하게 되었고 예카테리나 2세는 건강이 악화되어 앓아눕게 되었다. 이에 러시아는 프랑스와의 외교 및 통상 관계를 단절했다. 1796년 67살이 된 예카테리나 2세는 러시아 상트페테르부르크 근처의 차르스코예 셀로의 별궁에서 요양하던 중 사망했다.
한편 그녀는 정신이 불안정하던 아들 파벨 1세와 불화가 심한 반면 손자 알렉산드르 1세는 편애하면서 그에게 계몽주의적 교육을 시켜 차기 후계자로 양성시켰다. 그녀는 알렉산드르가 파벨을 대신해 제위에 오르기를 원했지만, 알렉산드르는 아버지를 위해 그녀의 요청을 거절했다고 한다. 계몽 교육을 받은 황손 알렉산드르가 바로 나폴레옹 보나파르트를 격퇴한 알렉산드르 1세이다.

## 자녀
표트르 3세와의 자녀이다.
| 사진 | 이름     | 생일             | 사망                   | 기타                      |
| ---- | -------- | ---------------- | ---------------------- | ------------------------- |
|      | 파벨 1세 | 1754년 9월 20일  | 1801년 3월 23일 (46세) | 러시아 제국 차르, 4남 6녀 |
|      | 안나     | 1757년 12월 20일 | 1759년 3월 19일        | 요절.                     |

## 평가와 비판
러시아인들과 러시아 혁명 이후의 러시아인들까지도 그녀를 높이 평가하였으며 현대에 와서도 그녀는 높이 평가된다. 그녀는 영토 확장과 민생 안정, 내분 수습, 경제 발전 등을 통해 러시아 제국의 국력을 대폭 신장시켰다 하여 예카테리나를 오래도록 찬미하였고 이반 4세 등과 함께 러시아의 영웅이자 민족적 자긍심의 근원으로도 평가된다. 그러나 일부 종교인과 유럽계의 시각에서는 그녀에 대해 그리 호의적이지 않다.
제정 러시아의 결함은 그녀의 치세에서 심화되었다. 귀족들의 강력한 지지를 기반으로 표트르 3세를 축출하고 황제가 된 그녀는 자연스럽게 귀족들의 특권을 더욱 강화시켜 줄 필요가 있었고 귀족들은 납세와 군사적 의무로부터 거의 대부분 자유로워졌다고 봐도 무방할 정도로 고삐풀린 특권을 누렸다. 대신에 이러한 부담은 러시아의 농민들이 지게 되었고, 더욱이 귀족들이 러시아의 대다수의 토지를 소유할 수 있도록하자 농민들은 본래의 땅을 잃었으며, 먹고살기 위하여 어쩔 수 없이 스스로 귀족들의 농노로 들어가게 되었다. 농노들의 삶은 피말릴 정도로 처절하였으며, 특히 성격파탄의 귀족들의 휘하에서 살아가는 농노들은 성적이거나 폭력적인 학대도 감수해야 했으며, 귀족들의 교활함은 농노들에게 일부러 싼 봉급을 시간제로 줌으로써 그들이 일주일 내내 노역에 시달리도록 만들었다. 또한 이들은 도박장에서 돈 대신에 거래되는 비인간적인 대우를 받았으며, 이로 인해서 농노들은 이산가족이 되는 경우가 허다했다.
이런 하층민들의 처절한 삶은 그들로 하여금 분노가 누적되게 만들었고, 예카테리나 2세의 치세에는 빈번하게 농민반란이 일어났다. 그 중에서 당시에 러시아 외부에서 일어난 프랑스 대혁명만큼 제정 러시아를 뒤흔든 내부적인 사건은 푸카초프의 반란이었다. 예카테리나 2세가 표트르 3세를 석연치 않은 방법으로 축출한 것에 의문을 품은 하층민들은 이윽고 계속되는 비참한 삶 속에서 "좋은 차르"가 나타나길 기대했다. 푸카초프는 자신이 축출된 표트르 3세라고 말하며 러시아 각지의 농민들과 농노들의 지지를 기반으로 군사를 조직했으며, 이 중에는 타타르인을 포함하여 러시아 전체에 퍼져있던 다양한 소수민족들도 푸카초프를 지지하였다. 이 푸카초프이 반란은 무려 3년을 지속하였고, 결국은 푸카초프의 패배로 끝났다. 그는 사지가 오체분시되는 형벌을 받았으며 그와 함께 반란에 가담했던 자들도 마찬가지로 처참한 방법으로 죽음을 맞았다. 그리고 이 사건은 예카테리나 2세와 귀족들이 더욱 더 민중들을 억압하고 통제하도록 만들었다.
성격에 대해서는 이기주의적이며 겉치레가 심하다는 비판이 있다. 또한 극단적으로 오만한 성격이라는 비판도 존재한다.

## 기타
예카테리나는 많은 귀족 부인들을 친구로 두기도 했다. 우정에 있어서는 충실하고 너그러웠으며, 적대관계에 있는 사람들에 대해서도 자비를 베풀기도 하여 화제가 되었다. 그러나 권력남용이나 부패행위에 대해서는 용서가 없었다. 이해심과 아량을 베풀었지만 자기자신이나 혹은 국가의 이해관계가 걸려 있을 때는 무자비하였다.
예카테리나의 남성편력은 정적들의 공세대상이었다. 일부에서는 그녀와 잠자리를 함께 한 남자가 족히 3백 명은 넘는다는 설을 제기하기도 한다. 잘 알려진 이야기에 따르면 그녀의 양 옆에는 연인이 남자의 체력을 시험하는 역할을 하는 여자 둘이 배치되어 있었다고 한다. 그녀의 기마호위병 장교였던 알렉산더 란스코이는 23세의 나이에 고열로 죽었는데, 예카테리나의 정적들은 루머를 지어냈다. 그가 성욕을 촉진시키는 최음제를 과다 복용하고 예카테리나와 함께 있다가 죽었다고 주장하기도 했던 것이다.